# Gais 1996
Fotbollsklubben Gais spelade säsongen 1996 i division I södra, där man slutade på 13:e och näst sista plats. Man degraderades därmed till division II 1997.
Anders Kiel blev intern skyttekung med sina 14 mål, medan Mårten Jonsson blev årets Hedersmakrill.
I Svenska cupen 1996/1997 gick Gais vidare till omgång 4 innan cupen tog vinteruppehåll.

## Division I södra

### Tabell
| Nr | Lag                    | S  | V  | O  | F  | GM | IM | MS  | P  |
| -- | ---------------------- | -- | -- | -- | -- | -- | -- | --- | -- |
| 1  | IF Elfsborg            | 26 | 15 | 5  | 6  | 59 | 24 | +35 | 50 |
| 2  | Ljungskile SK          | 26 | 13 | 9  | 4  | 53 | 33 | +20 | 48 |
| 3  | Stenungsunds IF        | 26 | 14 | 3  | 9  | 36 | 31 | +5  | 45 |
| 4  | BK Häcken              | 26 | 13 | 5  | 8  | 54 | 36 | +18 | 44 |
| 5  | Mjällby AIF (U)        | 26 | 10 | 7  | 9  | 48 | 40 | +8  | 37 |
| 6  | IFK Hässleholm         | 26 | 9  | 10 | 7  | 29 | 40 | −11 | 37 |
| 7  | Gunnilse IS            | 26 | 8  | 10 | 8  | 33 | 39 | −6  | 34 |
| 8  | Västra Frölunda IF (N) | 26 | 9  | 5  | 12 | 43 | 37 | +6  | 32 |
| 9  | Motala AIF (U)         | 26 | 8  | 7  | 11 | 32 | 39 | −7  | 31 |
| 10 | Åtvidabergs FF (U)     | 26 | 7  | 10 | 9  | 25 | 36 | −11 | 31 |
| 11 | Falkenbergs FF         | 26 | 8  | 7  | 11 | 35 | 47 | −12 | 31 |
| 12 | Lundby IF (U)          | 26 | 8  | 5  | 13 | 37 | 53 | −16 | 29 |
| 13 | Gais                   | 26 | 5  | 9  | 12 | 41 | 52 | −11 | 24 |
| 14 | Kalmar FF              | 26 | 5  | 8  | 13 | 21 | 39 | −18 | 23 |

### Matcher
| Lag                | Hemma | Borta |
| ------------------ | ----- | ----- |
| IF Elfsborg        | 0–5   | 2–3   |
| Ljungskile SK      | 0–3   | 4–5   |
| Stenungsunds IF    | 1–2   | 0–1   |
| BK Häcken          | 1–3   | 5–4   |
| Mjällby AIF        | 2–1   | 3–1   |
| IFK Hässleholm     | 1–1   | 1–1   |
| Gunnilse IS        | 2–2   | 1–1   |
| Västra Frölunda IF | 2–2   | 2–4   |
| Motala AIF         | 0–1   | 3–3   |
| Åtvidabergs FF     | 0–1   | 0–0   |
| Falkenbergs FF     | 1–1   | 0–1   |
| Lundby IF          | 5–1   | 2–2   |
| Kalmar FF          | 2–1   | 1–2   |

### Spelarstatistik
| Spelare              | Matcher | Mål |
| -------------------- | ------- | --- |
| Anders Kiel          | 26      | 14  |
| Mårten Jonsson       | 23      | 1   |
| Håkan Eriksson (mv)  | 23      | 0   |
| Thomas Andersson     | 23      | 2   |
| Andreas Alfredsson   | 23      | 1   |
| Anders Olausson      | 22      | 0   |
| Niclas Johansson     | 21      | 4   |
| Jonas Henriksson     | 21      | 6   |
| Stefan Berndtsson    | 20      | 5   |
| Michael Nymoen       | 19      | 1   |
| Christofer Andersson | 19      | 0   |
| Stefan Martinsen     | 13      | 4   |
| Johan Flykt-Rosén    | 13      | 0   |
| Tomas Jönsson        | 12      | 0   |
| Edmond Lutaj         | 13      | 2   |
| Jonus Bartholdsson   | 10      | 1   |
| Anders Prytz         | 9       | 0   |
| Lukasz Chmaj         | 8       | 0   |
| Marcus Ringberg      | 8       | 0   |
| Maciej Maryniak      | 5       | 1   |
| Tinos Lappas         | 4       | 0   |
| Magnus Verdin (mv)   | 4       | 0   |
| Mario Jadonic        | 3       | 0   |
| Lars Olsson          | 3       | 0   |
| Anders Björk         | 2       | 0   |
| Zan Batinic          | 1       | 0   |

## Svenska cupen
I Svenska cupen gick Gais in i första omgången. Man tog tre enkla segrar mot lägre rankat motstånd innan cupen tog vinteruppehåll.
| 1 | 28 juli 1996 | Skene IF       | 1 – 4      | Gais                                          |                   |                   |
|   |              | David Svensson | (0 – 1) DN | Niclas Johansson Anders Kiel Stefan Martinsen | Skene Publik: 250 | Skene Publik: 250 |
|   |              |                |            |                                               | Skene Publik: 250 | Skene Publik: 250 |
|   |              |                |            |                                               | Skene Publik: 250 | Skene Publik: 250 |

| 2 | 22 augusti 1996 | Sandhults SK | 0 – 6 | Gais |  |  |
|   |                 |              |       |      |  |  |
|   |                 |              |       |      |  |  |
|   |                 |              |       |      |  |  |

| 3 | 18 september 1996 | Melleruds IF | 0 – 4 | Gais |             |  |
|   |                   |              |       |      | Publik: 361 |  |
|   |                   |              |       |      |             |  |
|   |                   |              |       |      |             |  |

### Webbkällor
- ”Historik 1996”. gais.nu. https://gais.nu/historik/historik/sfs/h96.htm. Läst 5 augusti 2024.